# George Eaton
George Ross Eaton (Toronto, Canadá, 12 de novembro de 1945) é um automobilista canadense que participou de 13 Grandes Prêmios de Fórmula 1 entre 1969 até 1971.